# Tetrakloretan
Tetrakloretan är en klorerad variant av etan och utgörs av en klar vätska. Den är ej brännbar och påverkas inte av syror. Däremot påverkas den lätt av alkaliska lösningar och avspaltar då klorväte och omvandlas till trikloretylen.

## Framställning
Tetrakloretan tillverkas av acetylen och klor, som samtidigt leds genom antimonpentaklorid.

## Användning
Tetrakloretan är det starkaste lösningsmedlet av alla klorerade kolväten. Det är ett utmärkt lösningsmedel för en mängd oorganiska ämne som svavel, jod, fosfor, samt löser fettämnen, harts och många andra organiska ämnen.
Det används även som kylmedel under namnet R-130.